# Mamma Mia! The Movie Soundtrack
Mamma Mia! The Movie Soundtrack è la colonna sonora del musical cinematografico Mamma Mia!, basato sull'omonimo musical teatrale. I brani che compongono la colonna sonora sono degli ABBA e sono eseguite interamente dall'intero cast del film, che comprende Meryl Streep, Amanda Seyfried, Pierce Brosnan, Stellan Skarsgård, Colin Firth, Dominic Cooper, Julie Walters e Christine Baranski.
La colonna sonora ha raggiunto la posizione numero 1 della Billboard 200 nell'agosto del 2008, nello stesso mese viene certificato disco di platino con 1.000.000 di copie. L'album è entrato nelle posizioni alte di molte classifiche mondiali, si è posizionato nella Top 10 della classifica inglese e alla numero 8 in Nuova Zelanda.

## Tracce
1. "Honey, Honey" - Amanda Seyfried, Ashley Lilley e Rachel McDowall - 3:07
2. "Money, Money, Money" - Meryl Streep, Chrstine Baraski e Julie Walters - 3:06
3. "Mamma Mia" - Meryl Streep - 3:34
4. "Dancing Queen" - Meryl Streep, Christine Baranski e Julie Walters - 4:08
5. "Our Last Summer" - Amanda Seyfried, Pierce Brosnan, Colin Firth, Stellan Skarsgård e Meryl Streep - 2:58
6. "Lay All Your Love on Me" - Dominic Cooper e Amanda Seyfried - 4:29
7. "Super Trouper" - Meryl Streep, Christine Baranski e Julie Walters - 3:54
8. "Gimme! Gimme! Gimme! (A Man After Midnight)" - Cast - 3:53
9. "The Name of the Game" - Amanda Seyfried - 4:55
10. "Voulez-Vous" - Cast - 4:35
11. "S.O.S." - Pierce Brosnan e Meryl Streep - 3:21
12. "Does Your Mother Know" - Christine Baranski e Philip Michael - 3:05
13. "Slipping Through My Fingers" - Meryl Streep e Amanda Seyfried - 3:50
14. "The Winner Takes It All" - Meryl Streep - 4:59
15. "When All Is Said and Done" - Pierce Brosnan e Meryl Streep - 3:18
16. "Take a Chance on Me" - Julie Walters e Stellan Skarsgård - 4:02
17. "I Have a Dream" / "Thank You for the Music" (Hidden Track) - Amanda Seyfried - 8:37

### Edizione iTunes
L'edizione distribuita attraverso iTunes comprende anche i brani:
17. "I Have a Dream" - Amanda Seyfried - 4:23
18. "Thank You for the Music" - Amanda Seyfried - 3:44

## Canzoni escluse
Dal CD sono stati esclusi alcuni brani presenti nel film:
1. I Have a Dream (Prologue) - Amanda Seyfried
2. Chiquitita - Christine Baranski e Julie Walters
3. I Do, I Do, I Do, I Do, I Do - Cast
4. Mamma Mia (Reprise) - Cast
5. Dancing Queen (Reprise) - Donna, Tanya e Rosie
6. Waterloo - Cast

Notare, in particolare, l'assenza di "Chiquitita", i cui diritti sono stati ceduti dagli ABBA all'UNICEF.

## Classifiche
| Classifica    | Posizione più alta |
| ------------- | ------------------ |
| FIMI          | 1 (3)              |
| Billboard 200 | 1                  |

### Classifica di fine anno
| Anno | Classifica | Posizione |
| ---- | ---------- | --------- |
| 2008 | FIMI       | 3         |
| 2009 | FIMI       | 4         |
| 2010 | FIMI       | 19        |